# Antenor Álvarez
Antenor Álvarez (Santiago del Estero, 2 de mayo de 1864 - 28 de julio de 1948) fue un médico, científico, sanitarista, higenista y político argentino. Realizó sus estudios primarios y secundarios en su provincia de origen, Santiago del Estero.

## Actividad como político
Nació en Santiago del Estero. Realizó sus estudios primarios y secundarios en su provincia de origen, tras lo que pasó a la ciudad de Buenos Aires para estudiar medicina. Egresó de la Facultad de Medicina de la Universidad de Buenos Aires en 1890. En 1892 regresó a su provincia, donde dirigió el Hospital de Caridad de su ciudad natal.
Tres años más tarde fue designado Presidente del Consejo de Higiene Pública de la provincia; ejerció la docencia en la cátedra de Higiene Profesional en la Escuela de Artes y Oficios y fue delegado a la Conferencia Nacional sobre Paludismo. 
Desempeñó diversas funciones administrativas en esa provincia: presidente del Consejo de Educación, participó en las reformas constitucionales de 1903 y en 1911, en la segunda ejerciendo la presidencia de la convención. Fue senador provincial (1898-1902), diputado provincial (1904) y senador nacional (1909) y cuando finalizó su mandato fue elegido gobernador por el período 1912-1916. 
Luego de cumplida su labor como gobernador volvió a presidir el Consejo de Higiene. Participó en la fundación del Colegio de Médicos, la Cruz Roja y la Liga contra el Tracoma. Fue incorporado a la Academia Nacional de Medicina (Argentina) en 1929, entidad que lo distinguió en 1939 como Académico Honorario.
Fue comisionado del Instituto Geográfico Argentino para el estudio de la climatología, flora y fauna de Santiago del Estero. Aplicó por primera vez en el país, la profilaxis del tracoma en las escuelas fiscales.
Fue miembro del Comité Nacional de Geografía. Autor de varios libros de valor científico, histórico, sanitario y social referentes a la flora y fauna de su provincia, las propiedades minerales de las aguas de Río Hondo, y el clima y la hidrología santiagueña, resumidos en su libro “Santiago del Estero, ciudad de invierno”, que fue premiado por la Comisión Nacional de Cultura.
Dejó de existir el 28 de julio de 1948 cuando su nombre como científico, sanitarista e higienista había ganado consideración internacional.
Durante el homenaje en el Congreso Nacional con motivo de su fallecimiento el senador Justiniano de la Zerda destacó que había sido "político a ratos, su personalidad ha de perfilarse con mayores relieves, dentro de la historia local y nacional, como hombre de ciencia, en las especialidades médicas a las cuales consagró sus mejores entusiasmos". 

## Obras y legado
- Realizó profundos estudios del problema palúdico - sanitario que le llevaron a elaborar un plan de defensa contra este mal, aprobado por el Congreso Nacional de Paludismo en 1902, bajo cuyas bases se formó el Parque Aguirre con la plantación de eucaliptos el 9 de agosto de 1903 a cargo de 1000 niños de escuelas primarias en terrenos ganados al río Dulce.
- Desde su banca propició la Ley 4.817 para construir obras de defensa contra las inundaciones.
- También proyectó la Ley 4.814 sobre construcción de un hospital concretada con la obra del Hospital Independencia.
- Propició también la Ley 4.973 de las obras sanitarias en nuestra provincia y la Ley 6.298 para a construcción del edificio del Colegio Nacional Absalón Rojaas.
- Como Senador de la Nación impulsó Ley 6.286 para la construcción del edificio de la Escuela Centenario, obtuvo los subsidios para concluir la obra de la Biblioteca Sarmiento, el Colegio de Belén y el Asilo de Huérfanos.
- Durante su mandato como gobernador se crearon 106 escuelas primarias, 24 locales escolares, se fundó la Biblioteca 9 de Julio. Auspició la creación de un Museo de Ciencias, un Vivero y la Escuela de Agricultura.

Gracias a su empeño se inauguró el abastecimiento de agua potable y se puso en funcionamiento el sistema de cloacas.